# 록멜트
록멜트(Rockmelt)는 구글 크로미엄 프로젝트를 기반으로 팀 하우즈(Tim Howes)와 에릭 비슈리아(Eric Vishria)가 개발한 단종된 독점 소셜 미디어 웹 브라우저로, 페이스북 채팅, 트위터 알림, 유튜브 및 지역 신문과 같은 다른 콘텐츠 제공업체를 위한 위젯 영역과 같은 소셜 미디어 기능을 통합한다. 록멜트 웹 브라우저 프로젝트는 넷스케이프 창립자 마크 앤드리슨의 지원을 받았다. 2013년 4월 록멜트는 데스크톱 웹 브라우저를 중단하고 이를 다양한 소스의 소셜 요소를 통합하는 공동 프로젝트로 대체했다.
록멜트는 캘리포니아주 마운틴뷰에 위치한 록멜트사에 의해 만들어졌다. 최종 버전인 2.2.0은 2013년 2월 9일에 출시되었다.
2013년 8월 2일, 야후!가 록멜트를 인수했다. 록멜트 앱과 웹사이트는 2013년 8월 31일 이후 폐쇄되었다. 야후! 록멜트의 소프트웨어를 다양한 기존 제품에 사용하기 위해 용도를 변경할 계획이라고 성명에서 밝혔다.

## 역사
- 2010년 11월 7일 - PC 및 맥용 록멜트가 비공개 베타 버전으로 출시된다.[6]
- 2011년 3월 11일 - PC 및 맥용 록멜트 오픈 베타 출시[7]
- 2011년 4월 19일 - 아이폰용 록멜트 출시[8]
- 2012년 10월 11일 - 아이패드용 록멜트 출시[9]
- 2012년 12월 20일 - 새로운 아이폰용 록멜트 출시[10]
- 2013년 4월 11일 - 웹용 록멜트 출시[11]
- 2013년 6월 19일 - 안드로이드용 록멜트 출시[12]
- 2013년 6월 27일 - 윈도우용 록멜트 출시[13]
- 2013년 8월 2일 - 록멜트가 야후에 인수됨
- 2013년 8월 31일 - 록멜트 모바일 애플리케이션이 웹에서 분리되었다.